# 碇明日麻
碇 明日麻（いかり あすま、2005年7月27日 - ）は、熊本県出身のプロサッカー選手。ハノーファー96 II所属。ポジションはミッドフィールダー(MF)。

## 来歴
大津高校在学中の2023年7月に水戸ホーリーホックへの2024年加入を発表。8月には2023年の特別指定選手の登録が発表された（その後8月29日に認定解除された）。
2024年3月6日、JリーグYBCルヴァンカップのY.S.C.C.横浜戦で公式戦デビュー。6月11日のブラウブリッツ秋田戦でリーグデビューを果たした。
2025年6月26日、水戸ホーリーホックと業務提携を結んでいるハノーファー96 II（U23チーム）へ1年間の期限付き移籍で加入することが発表された。

## 所属クラブ
- 姫戸FC[2]
- FCKマリーゴールド天草U-15[2]
- 大津高校
  - 2023年8月  水戸ホーリーホック（特別指定選手）
- 2024年 -  水戸ホーリーホック
  - 2025年7月 -  ハノーファー96 II（期限付き移籍）

## 個人成績
| 国内大会個人成績 | 国内大会個人成績 | 国内大会個人成績 | 国内大会個人成績 | 国内大会個人成績 | 国内大会個人成績 | 国内大会個人成績 | 国内大会個人成績 | 国内大会個人成績 | 国内大会個人成績 | 国内大会個人成績 | 国内大会個人成績 |
| 年度             | クラブ           | 背番号           | リーグ           | リーグ戦         | リーグ戦         | リーグ杯         | リーグ杯         | オープン杯       | オープン杯       | 期間通算         | 期間通算         |
| 年度             | クラブ           | 背番号           | リーグ           | 出場             | 得点             | 出場             | 得点             | 出場             | 得点             | 出場             | 得点             |
| 日本             | 日本             | 日本             | 日本             | リーグ戦         | リーグ戦         | リーグ杯         | リーグ杯         | 天皇杯           | 天皇杯           | 期間通算         | 期間通算         |
| ---------------- | ---------------- | ---------------- | ---------------- | ---------------- | ---------------- | ---------------- | ---------------- | ---------------- | ---------------- | ---------------- | ---------------- |
| 2024             | 水戸             | 32               | J2               | 9                | 0                | 1                | 0                | 2                | 0                | 12               | 0                |
| 2025             | 水戸             | 32               | J2               |                  |                  |                  |                  |                  |                  |                  |                  |
| 通算             | 日本             | 日本             | J2               | 9                | 0                | 1                | 0                | 2                | 0                | 12               | 0                |
| 総通算           | 総通算           | 総通算           | 総通算           | 9                | 0                | 1                | 0                | 2                | 0                | 12               | 0                |

- 2023年は特別指定選手（出場無し）

出場歴
- Jリーグ初出場：2024年6月11日 J2第20節 ブラウブリッツ秋田戦（ケーズデンキスタジアム水戸）